# Hugo von Boves

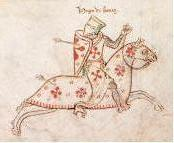
Hugo von Boves flieht vom Schlachtfeld von Bouvines.
(Darstellung aus der Chronica Majora des Matthäus Paris, 13. Jahrhundert.)

Hugo von Boves, auch Hugo von Coucy genannt (franz.: Hugues; † September 1215), war ein französischer Ritter, der vor allem durch seinen Verrat an König Philipp II. Augustus bekannt wurde. Der englische Chronist Roger von Wendover beschrieb ihn zwar als guten Kämpfer, aber auch als brutal, arrogant und erbarmungslos gegenüber Schwächeren, Frauen und Kindern.
Hugo war der jüngste von drei Söhnen des Sire Robert I. von Boves und der Beatrix von Saint-Pol. Väterlicherseits entstammte er einem Seitenzweig des Hauses von Coucy, der Vater starb 1191 während des dritten Kreuzzuges. Zusammen mit seinen Brüdern Enguerrand, Robert und Thomas nahm er am vierten Kreuzzug teil. Während der Belagerung von Zara 1203 verließen sie aber das Kreuzfahrerheer, um direkt in das heilige Land zu ziehen.
Zurück in der Heimat wurde Hugo ein Gegner der Politik König Philipps II. zur Einschränkung des politischen Einflusses des Lehnsadels. Nachdem er einen Prévot (Vogt) des Königs ermordet hatte, schloss er sich dem Grafen Rainald I. von Dammartin an, der sich 1210 ebenfalls gegen den König gestellt hatte. In den nächsten Jahren unterstützten sie den Grafen Ferrand von Flandern, ebenfalls ein Verräter, der sich im offenen Krieg gegen den König befand. Alle drei verbündeten sich im Jahr 1213 mit der englisch-welfischen Allianz um Kaiser Otto IV. und König Johann von England gegen Frankreich.

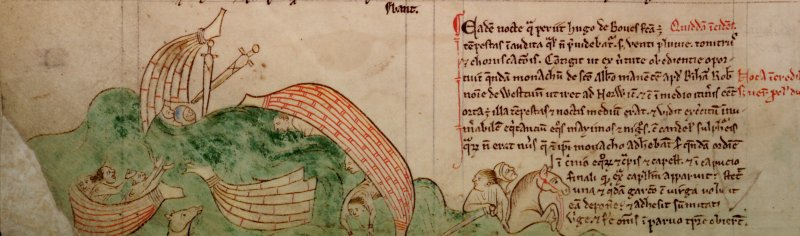
Hugo von Boves ertrinkt an der Küste von Suffolk.
(Darstellung aus der Chronica Majora des Matthäus Paris, 13. Jahrhundert.)

Sie schlossen sich dem Heer des Kaisers an, das im Sommer 1214 durch Flandern zog. Als das Heer am 27. Juli in der Nähe von Bouvines auf das des französischen Königs stieß, geriet Hugo mit dem Grafen von Dammartin in einen Streit. Dammartin riet davon ab, an einem Sonntag zu kämpfen, da dies ein geheiligter Tag sei und sie somit Gott gegen sich hätten. Hugo aber warf ihm Feigheit und Undank gegenüber dem König von England vor, der sie schließlich für ihre Dienste reich beschenkt habe. Kaiser Otto IV. entschloss sich letztlich für den Kampf, Hugo wurde dem Banner des Earl of Salisbury zugeteilt, damit er nicht an der Seite von Dammartin kämpfen musste. Kurz, bevor der Kampf begann, soll der Graf von Dammartin geschworen haben, so lange zu kämpfen, bis er entweder getötet oder gefangen genommen werde, Hugo hingegen werde, noch bevor dies geschehe, der Feigling sein, der die Flucht ergreife.
In der Schlacht bei Bouvines gehörte Hugo jenen Rittern des Kaisers an, die König Philipp II. so schwer bedrängten, dass dieser vom Pferd gestoßen wurde. Der allerdings konnte von seinen eigenen Rittern vor einer Gefangenschaft bewahrt werden, die im Gegenzug den Kaiser attackierten und ihn ebenfalls zu Fall brachten. Als sich der Kaiser daraufhin in die Flucht begab und die Schlacht somit verloren war, floh auch Hugo. Dammartin aber kämpfte tatsächlich noch bis in den Abend hinein, bevor er gefangen genommen wurde.
Im folgenden Jahr wurde Hugo von König Johann nach England gerufen, um ihm im Kampf gegen die rebellierenden Barone zu unterstützen. Dazu warb Hugo eine Truppe Brabanzonensöldner an. Auf dem Ärmelkanal wurde sein Schiff aber von einem Sturm erfasst und an der Küste von Suffolk zerschmettert, Hugo und seine Söldner ertranken. Seine Leiche wurde bei Great Yarmouth an Land getrieben.
Siehe auch Haus Boves